# Camellia rosmannii
Camellia rosmannii är en tvåhjärtbladig växtart som beskrevs av Tran Ninh. Camellia rosmannii ingår i släktet Camellia och familjen Theaceae. Inga underarter finns listade i Catalogue of Life.